# Haltenberg
Haltenberg ist ein Ortsteil der Gemeinde Scheuring im oberbayerischen Landkreis Landsberg am Lech.

## Geografie
Die Einöde Haltenberg liegt circa vier Kilometer südlich von Scheuring auf der östlichen Hochterrasse des Lechs.

## Geschichte
Die Geschichte des Weilers ist eng mit der Burg Haltenberg verbunden. Die heutigen Gebäude stellen den Wirtschaftshof der 1808 größtenteils abgebrochenen Burg dar.
Haltenberg war eine kurfürstlich bayerische Hofmark, 1752 wird ein Sedelhof erwähnt.

## Sehenswürdigkeiten
In Haltenberg befindet sich die gleichnamige Burg Haltenberg. Die erstmals 1260 erwähnte Burg wurde 1802–11 teilweise abgebrochen.
Siehe auch: Liste der Baudenkmäler in Haltenberg